# Stigma (geleedpotigen)

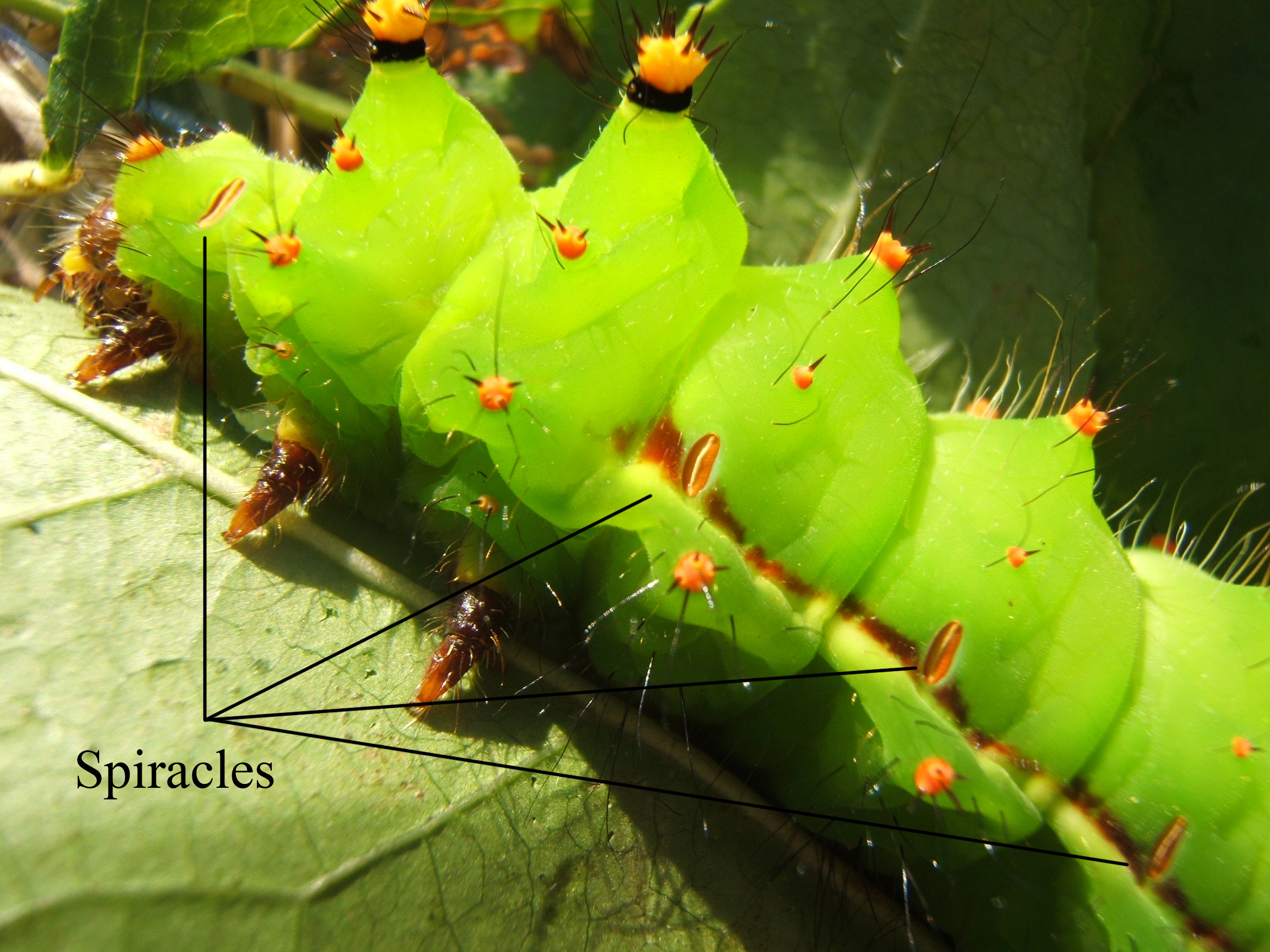
Rups van maanvlinder (Actias selene)

Een stigma of spiraculum is een ademopening van insecten en bepaalde spinnen. Het zijn de verbindingen van het tracheeënstelsel met de buitenlucht die de uitwisseling van zuurstof mogelijk maken. De stigmata zijn vaak zeer klein en zijn vaak gepositioneerd op verborgen plaatsen, zoals onder de vleugelrand. 
De term stigmata wordt bij ademopeningen van meerdere diersoorten gebruikt. De kieuwopeningen in de faryngale kamer van Tunicata worden ook stigmata genoemd.